# Tesia superciliaris
Tesia superciliaris е вид птица от семейство Cettiidae.

## Разпространение
Видът е разпространен в Индонезия.